# Vlag van Oldambt (gemeente)

Vlag van de gemeente Oldambt

De vlag van Oldambt is op 21 april 2010 bij raadsbesluit vastgesteld als gemeentelijke vlag van de Groningse gemeente Oldambt, die op 1 januari 2010 is ontstaan uit de samenvoeging van Scheemda, Winschoten en Reiderland. Het ontwerp van zowel het wapen als de vlag is van het Consulentschap voor de Heraldiek in de provincie Groningen o.l.v. Anders Daae. De vlag is gebaseerd op het gemeentewapen en op de vlag van Scheemda.

## Beschrijving en verklaring
De beschrijving van de vlag is als volgt:
Twee getande banen, waarvan de lengten zich verhouden als 1:2, geel en blauw; de gele baan met drie hele en twee halve tanden en beladen met vijf sterren, geplaatst drie aan de broekzijde en twee ter halver hoogte daarnaast; de blauwe baan beladen met drie witte golvende vluchtbanen in de verhouding 3:1:2:1:2:1:3.
De golflijnen staan symbool voor het water, en specifiek voor de Dollard, die in de geschiedenis altijd nauw verbonden is geweest met de gemeente. Het aantal drie verwijst naar de drie gemeenten die zijn samengevoegd. De vier punten zijn een abstracte weergave van de vier kerktorens uit het middeleeuwse zegel van Oldambt, waarin boven de kerk ook vijf sterren stonden. In het wapen zijn ook blauwe huizen aan het water te zien; dit is een verwijzing naar het project Blauwestad. Omdat op de vlag de afbeelding van het wapen negentig graden is gedraaid ten opzichte van de golflijnen is dat minder goed zichtbaar.
Van het wapen van Winschoten zijn slechts de kleuren blauw en wit overgenomen omdat de Hoge Raad van Adel de heilige Vitus en diens niet-historische bestanddelen niet geschikt acht om in een nieuw wapen opgenomen te worden.

## Verwante afbeeldingen

Wapen van Oldambt
Wapen van Reiderland
Wapen van Scheemda
Vlag van Scheemda

Eemsdelta ·
Groningen ·
Het Hogeland ·
Midden-Groningen ·
Oldambt ·
Pekela ·
Stadskanaal ·
Veendam ·
Westerkwartier ·
Westerwolde